# Puig Redó
El Puig Redó és una muntanya de 475 metres que es troba al municipi de Sant Martí Vell, a la comarca del Gironès.